# Liste der Baudenkmäler in Waischenfeld
Auf dieser Seite sind die Baudenkmäler in der oberfränkischen Stadt Waischenfeld zusammengestellt. Diese Tabelle ist eine Teilliste der Liste der Baudenkmäler in Bayern. Grundlage ist die Bayerische Denkmalliste, die auf Basis des Bayerischen Denkmalschutzgesetzes vom 1. Oktober 1973 erstmals erstellt wurde und seither durch das Bayerische Landesamt für Denkmalpflege geführt wird. Die folgenden Angaben ersetzen nicht die rechtsverbindliche Auskunft der Denkmalschutzbehörde.
 Diese Liste gibt den Fortschreibungsstand vom 26. März 2015 wieder und enthält 66 Baudenkmäler.

## Ensemble

### Ensemble Altstadt Waischenfeld

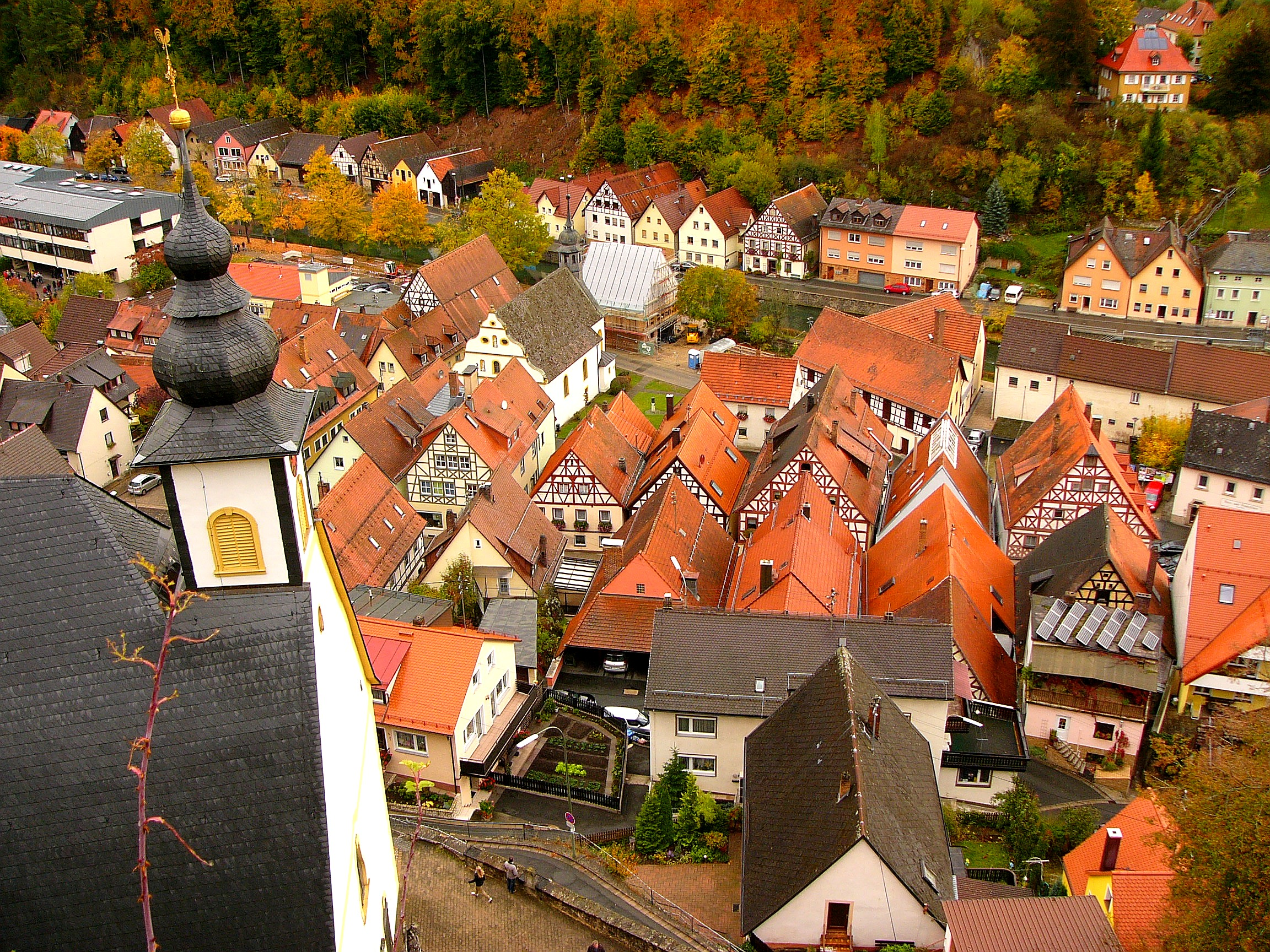
Altstadt Waischenfelds

Der Ort Waischenfeld (Lage) ist im Anschluss an die Burg entstanden. Das Dorf wurde 1315 zur Stadt erhoben. Die am Hang über dem Wiesenttal gestaffelte Anlage aus den Resten der Oberburg, dem Zwischenplateau der Unterburg mit der Pfarrkirche und dem sich entlang der Wiesent entwickelnden Marktflecken bietet ein eindrucksvolles Gesamtbild einer mittelalterlichen Burgsiedlung. Von der Ortsbefestigung hat sich nichts erhalten. Die Stadt besteht aus einem beidseitig bebauten Straßenzug, der Hauptstraße, dem je eine etwa parallel geführte Nebengasse zugeordnet ist: der Kaulberg auf der Bergseite und die locker bebaute Sutte mit der Stadtkapelle auf der Flussseite. Die Hauptstraße mündet nach Süden in den kleinen Marktplatz, an dem das Rathaus steht. Die geschlossene Giebelhausbebauung der Hauptstraße weist Fachwerkfronten des 18./19. Jahrhundert auf. Jenseits der Wiesent zieht sich die ehemalige Fischervorstadt am Flusslauf entlang. Sie ist mit einer geschlossenen Reihe von Kleinhäusern und Scheunen bebaut. Aktennummer: E-4-72-197-1.

## Baudenkmäler nach Ortsteilen

### Waischenfeld
| Lage                                                     | Objekt | Beschreibung | Akten-Nr.     | Bild           |
| -------------------------------------------------------- | --- | --- | ------------- | -------------- |
| Bischof-Nausea-Platz 1 (Standort)                        | Ehemaliges Hospital, heute katholisches Pfarrheim, 1514 durch Eberhard von Rabenstein gestiftet, bis 1969 als Spital genutzt | Eckhaus, massives, verputztes Erdgeschoss, Obergeschoss und Giebel Fachwerk mit Andreaskreuzen und verzapften K-Streben, Satteldach, 1719 | D-4-72-197-22 | weitere Bilder |
| Bischof-Nausea-Platz 2 (Standort)                        | Wohnhaus | Wohnhaus, traufständiger, zweigeschossiger Satteldachbau, 17. /18. Jahrhundert | D-4-72-197-21 | weitere Bilder |
| Dooser Straße 8 (Standort)                               | Wohnhaus | Zweigeschossig, traufständig, auf abgewinkeltem Grundriss mit abgewalmtem Dach, Mariennische im Obergeschoss, 18./19. Jahrhundert | D-4-72-197-1  | weitere Bilder |
| Fischergasse 14 (Standort)                               | Wohnhaus | Giebelständiger Bau mit massivem Erdgeschoss und verputztem Fachwerkobergeschoss, am Giebel Sichtfachwerk mit Andreaskreuzen, 18./19. Jahrhundert | D-4-72-197-2  | weitere Bilder |
| Fischergasse 54 (Standort)                               | Kapelle | Kleiner, verputzter Bau mit Satteldach und flachbogigem Eingang, darin Christus an der Geißelsäule, um 1800 | D-4-72-197-54 | BW             |
| Hauptstraße 3 (Standort)                                 | Wohnhaus | Giebelständiger, zweigeschossiger Bau auf massivem Erdgeschoss, Obergeschoss und Giebel reiches Fachwerk, Satteldach, 18. Jahrhundert | D-4-72-197-3  | weitere Bilder |
| Hauptstraße 4 (Standort)                                 | Gasthaus Sonne | Giebelständiger, zweigeschossiger Bau mit massivem Erdgeschoss, Obergeschoss und Giebel Fachwerk mit Andreaskreuzen, Satteldach, 18./19. Jahrhundert | D-4-72-197-5  | weitere Bilder |
| Hauptstraße 6 (Standort)                                 | Wohnhaus | Giebelständiger, zweigeschossiger Bau mit massivem Erdgeschoss, Obergeschoss und Giebel Fachwerk, Satteldach, 18./19. Jahrhundert | D-4-72-197-6  | weitere Bilder |
| Hauptstraße 8 (Standort)                                 | Wohnhaus | Giebelständiger, zweigeschossiger Bau mit massivem Erdgeschoss, Obergeschoss und Giebel Fachwerk, teils verputzt, 18./19. Jahrhundert | D-4-72-197-7  | weitere Bilder |
| Kaulberg 4 (Standort)                                    | Kreuzschlepper | Relief mit seitlichen Voluten, Sockel mit Inschrift, Sandstein, bezeichnet „1734“ | D-4-72-197-67 | weitere Bilder |
| Kaulberg 4 (Standort)                                    | Nepomuk-Figur | Auf barockem Sockel mit Kartusche, Sandstein, 18. Jahrhundert | D-4-72-197-66 | weitere Bilder |
| Kaulberg 5 (Standort)                                    | Wohnhaus in Hanglage | Zweigeschossiger Satteldachbau mit Sandsteingewänden auf hohem Kellergeschoss, Fachwerkobergeschoss verputzt, Ende 18. Jahrhundert | D-4-72-197-11 | weitere Bilder |
| Marktplatz 1 (Standort)                                  | Rathaus | Dreigeschossiger Zeltdachbau mit Dachreiter in Ecklage, 1633 ausgebrannt und wieder aufgebaut, 1877–1879 Umbau und Einrichtung zweier Klassenzimmer im Erdgeschoss, an der Fassade Wappenschild des Hochstifts Bamberg, 16. Jahrhundert, darunter Inschrifttafel, bezeichnet „1724“ | D-4-72-197-13 | weitere Bilder |
| Marktplatz 2 (Standort)                                  | Wohnhaus | Eckhaus, zweigeschossig, verputzt mit Satteldach, Obergeschoss Fachwerk verputzt, im Kern 17. Jahrhundert | D-4-72-197-14 | weitere Bilder |
| Marktplatz 4 (Standort)                                  | Heiligenfigur, Heiliger Nepomuk                                                                                              | Sandstein, 18. Jahrhundert, sie stammt vom Wohnhaus des Baumeisters Wenzeslaus Schwesner, dessen Wohnhaus auf diesem Flurstück stand | D-4-72-197-10 | weitere Bilder |
| Marktplatz 7 (Standort)                                  | Wohnhaus | Zweigeschossiger, verputzter Massivbau mit kräftig profiliertem, barockem Portal mit Oberlicht, Sattel- und Walmdach, 17./18. Jahrhundert, Schwedenkugel, bezeichnet „1632“ | D-4-72-197-15 | weitere Bilder |
| Marktplatz 9 (Standort)                                  | Gasthaus Rotes Roß | Eckhaus, zweigeschossiger Bau mit massivem Erdgeschoss, Türgewände aus Sandstein, Obergeschoss und Giebel reiches Fachwerk mit Andreaskreuzen, Satteldach, 18. Jahrhundert, zwei schmiedeeiserne Ausleger | D-4-72-197-4  | weitere Bilder |
| Nähe Hauptstraße (Standort)                              | Bildstock | Barocke Sandsteinsäule mit Laternenaufsatz, Kugelbekrönung und Metallkreuz, bezeichnet „1734“ | D-4-72-197-9  | BW             |
| Nähe Vorstadt (Standort)                                 | Sandstein-Standfigur des heiligen Johann Nepomuk                                                                             | Bezeichnet „1745“ | D-4-72-197-28 | weitere Bilder |
| Schloßberg 3 (Standort)                                  | Pfarrhaus, ehemaliges Burggut                                                                                                | Auf hohem Kellergeschoss errichteter, zweigeschossiger Walmdachbau, 1750 von Wenzel Schwesner über älterem Kern errichtet | D-4-72-197-16 | weitere Bilder |
| Schloßberg 7 (Standort)                                  | Friedhofskapelle | Walmdachbau mit Dachreiter und Vorhalle, bossierter Sandstein, um 1920 | D-4-72-197-69 | BW             |
| Schloßberg 8 (Standort)                                  | Wohnhaus in Hanglage | Zweigeschossiger, verputzter Bau mit Mansarddach, Sandsteingewände, Ende 18. Jahrhundert | D-4-72-197-12 | weitere Bilder |
| Schloßberg 10 (Standort)                                 | Beinhaus und Kapelle St. Anna                                                                                                | Satteldachbau mit geradem Chorschluss und fachwerkenem Dachreiter, um 1500; mit Ausstattung | D-4-72-197-19 | weitere Bilder |
| Schloßberg 12 (Standort)                                 | Katholische Pfarrkirche St. Johannes der Täufer                                                                              | Aus einer Burgkapelle hervorgegangener Saalbau mit eingezogenem 5/8-Chorschluss, dort Strebepfeiler mit Architekturplastik, Walmdach und Dachreiter, 1550 vom Wiener Weihbischof Friedrich Grau (Nausea) begonnen, das Langhaus 1552–1554 vereinfacht zu Ende geführt, 1585 geweiht, Westfassade 1750–1756 von Wenzel Schwesner, Sakristei 1895; mit Ausstattung; davor Kriegerdenkmal für die Gefallenen des Ersten Weltkrieges, Kalksteinpfeiler mit thronender Mutter Gottes auf Sockel, an der Kirchenfassade zwei Steintafeln mit den Namen der Gefallenen des Zweiten Weltkrieges | D-4-72-197-18 | weitere Bilder |
| Schloßberg 14, 16 (Standort)                             | Ehemaliges Schulhaus | Zweigeschossiger, verputzter Bau auf abgeknicktem Grundriss mit Satteldach, einseitig abgewalmt, 1702–1708, über mittelalterlichem Kern | D-4-72-197-20 | weitere Bilder |
| Schloßberg 18; Schloßberg 20; Nähe Schloßberg (Standort) | Burg Waischenfeld, ehemalige Burg der Freien von Waischenfeld, ehemaliges Oberamtsschloss                                    | Langgestreckter, zweigeschossiger Walmdachbau, Westteil 1518/19, Ostteil 1754/56 von Wenzel Schwesner; Umfassungsmauer und Türme der alten Oberen Burg, mittelalterlich; Reste der rüssenbachschen Nebenburg mit dem Steinernen Beutel, einem Rundturm, mittelalterlich; an der Arndthöhe Reste der Stadtmauer, mittelalterlich | D-4-72-197-17 | weitere Bilder |
| Schloßberg 22 (Standort)                                 | Kapelle | Verputzter Massivbau mit Satteldach, im Giebel verglaste Nische mit Marienfigur, profiliertes Gewände, Kreuzgratgewölbe, 1697 | D-4-72-197-57 | BW             |
| Sutte 12 (Standort)                                      | Kapelle St. Michael und Laurentius                                                                                           | Saalbau mit eingezogenem Chor, Walmdach und Dachreiter, 15. Jahrhundert, 1632 bis auf den Chor zerstört, im 17. Jahrhundert wieder errichtet, der Westgiebel 1701; mit Ausstattung | D-4-72-197-23 | weitere Bilder |
| Sutte 22 (Standort)                                      | Wohnhaus | Traufständiger, zweigeschossiger Satteldachbau, Ende 18. Jahrhundert | D-4-72-197-24 | BW             |
| Vorstadt 2 (Standort)                                    | Ehemaliges Kommunbrauhaus | Traufständiger, eingeschossiger Satteldachbau, großes Holztor, im Giebel Okulus, 1867–1868 von Johann Schwesner; mit Ausstattung | D-4-72-197-55 | weitere Bilder |
| Vorstadt 6, 6 a (Standort)                               | Wohnhaus | Giebelständiger, zweigeschossiger Satteldachbau, der Fachwerkgiebel mit Andreaskreuzen, 18./19. Jahrhundert | D-4-72-197-27 | weitere Bilder |
| Vorstadt 7 (Standort)                                    | Wohnhaus | Giebelständiger, zweigeschossiger Satteldachbau auf abgewinkeltem Grundriss, im massiven Erdgeschoss barocke Sandsteingewände, Obergeschoss und Giebel Fachwerk verputzt, an der Fassade Relief mit dem Heiligen Georg, 18. Jahrhundert | D-4-72-197-25 | weitere Bilder |
| Vorstadt 30 (Standort)                                   | Wohnhaus | Zweigeschossiger, giebelständiger Bau mit verputztem Erdgeschoss, Obergeschoss und Giebel Fachwerk mit Andreaskreuzen, Stern- und Radornamenten, 1690–1700 | D-4-72-197-26 | weitere Bilder |

### Breitenlesau
| Lage                       | Objekt                     | Beschreibung | Akten-Nr.     | Bild                       |
| -------------------------- | -------------------------- | --- | ------------- | -------------------------- |
| Breitenlesau 1 (Standort)  | Gasthaus der Brauerei Krug | Massives Erdgeschoss, Giebel Fachwerk mit Andreaskreuzen, dort bezeichnet „1717“; historisches Wirtshausschild                                                                  | D-4-72-197-30 | Gasthaus der Brauerei Krug |
| Breitenlesau 19 (Standort) | Katholische Kirche         | Steinsichtiger Kalksteinbau mit überdachtem Vorbau, eingezogenem Chor und Campanile, Satteldach, 1934 von Ludwig Fuchsenberger, Turm 1971; mit Ausstattung des 18. Jahrhunderts | D-4-72-197-29 | weitere Bilder             |
| In Breitenlesau (Standort) | Kriegerdenkmal             | Aus Kalksteinen gemauertes Denkmal mit eingelassenen Tafeln, darauf liegender Soldat unter dem Kreuz, um 1920                                                                   | D-4-72-197-59 | Kriegerdenkmal             |
| In Breitenlesau (Standort) | Russenstein                | Kalksteinpfeiler, auf beiden Seiten Kreuzrelief, bezeichnet „1813“ und „1823“                                                                                                   | D-4-72-197-60 | weitere Bilder             |

### Eichenbirkig
| Lage                       | Objekt              | Beschreibung                                                                | Akten-Nr.     | Bild           |
| -------------------------- | ------------------- | --------------------------------------------------------------------------- | ------------- | -------------- |
| In Eichenbirkig (Standort) | Katholische Kapelle | Neugotischer Kapellenbau mit Dachreiter und Walmdach, 1872; mit Ausstattung | D-4-72-197-31 | weitere Bilder |

### Gösseldorf
| Lage                      | Objekt              | Beschreibung | Akten-Nr.     | Bild           |
| ------------------------- | ------------------- | --- | ------------- | -------------- |
| Gösseldorf 8 a (Standort) | Wohnstallhaus       | Eingeschossiger Massivbau mit Krüppelwalmdach, bezeichnet „1807“; zugehörig Backhaus, Massivbau mit Holzkonstruktion, Satteldach | D-4-72-197-58 | BW             |
| In Gösseldorf (Standort)  | Katholische Kapelle | Massivbau mit geradem Chorschluss, Walmdach und Dachreiter, 18. Jahrhundert; mit Ausstattung                                     | D-4-72-197-33 | weitere Bilder |

### Hammermühle
| Lage                     | Objekt                            | Beschreibung | Akten-Nr.     | Bild                              |
| ------------------------ | --------------------------------- | --- | ------------- | --------------------------------- |
| Hammermühle 6 (Standort) | Ehemalige Getreide- und Sägemühle | Langgestreckter, zweigeschossiger Bau mit verputztem Fachwerkobergeschoss und Satteldach, bezeichnet „1782“, über älterem Kern | D-4-72-197-35 | Ehemalige Getreide- und Sägemühle |

### Hannberg
| Lage                   | Objekt                                      | Beschreibung                                                                                                  | Akten-Nr.     | Bild                                        |
| ---------------------- | ------------------------------------------- | --- | ------------- | ------------------------------------------- |
| Am Kirchweg (Standort) | Feldkapelle                                 | Massivbau mit Satteldach, 18. Jahrhundert                                                                     | D-4-72-197-38 | BW                                          |
| Höhe (Standort)        | Bildstock                                   | Gedrungener Pfeiler mit Laternenaufsatz, darin Vesperbild, Sandstein, bezeichnet „1816“                       | D-4-72-197-37 | BW                                          |
| In Hannberg (Standort) | Katholische Kapelle St. Johannes der Täufer | Massivbau mit Eckrustizierung, Schopfwalmdach, dreiseitigem Chorschluss und Dachreiter, 1927; mit Ausstattung | D-4-72-197-36 | Katholische Kapelle St. Johannes der Täufer |

### Heroldsberg
| Lage                      | Objekt                   | Beschreibung                                                                                                 | Akten-Nr.     | Bild                     |
| ------------------------- | ------------------------ | --- | ------------- | ------------------------ |
| Heroldsberg 1 (Standort)  | Ehemaliges Wohnstallhaus | Zweigeschossiger Bau aus Jurakalk und Dolomitstein, Sandstein-Gewände, Satteldach, bezeichnet „1844“         | D-4-72-197-40 | Ehemaliges Wohnstallhaus |
| In Heroldsberg (Standort) | Katholische Kapelle      | Kleiner Bau mit Satteldach und Glockenreiter über der neugotischen Dolomit-Fassade, um 1866; mit Ausstattung | D-4-72-197-39 | Katholische Kapelle      |

### Hubenberg
| Lage                    | Objekt                                         | Beschreibung                                                                             | Akten-Nr.     | Bild           |
| ----------------------- | ---------------------------------------------- | ---------------------------------------------------------------------------------------- | ------------- | -------------- |
| In Hubenberg (Standort) | Katholische Kapelle zur Heiligen Mutter Gottes | Steinsichtiger Bau mit Satteldach und Dachreiter, 1952; Ausstattung des 18. Jahrhunderts | D-4-72-197-41 | weitere Bilder |
| Schafgraben (Standort)  | Feldkapelle                                    | Kleiner Satteldachbau, 18. Jahrhundert                                                   | D-4-72-197-62 | Feldkapelle    |

### Köttweinsdorf
| Lage                        | Objekt                   | Beschreibung | Akten-Nr.     | Bild                |
| --------------------------- | ------------------------ | --- | ------------- | ------------------- |
| Fehing (Standort)           | Bildsäule „Weiße Marter“ | In reichen Rokokoformen mit Krönung Mariens durch die Dreifaltigkeit, 1767 von Martin Muschele                                                                    | D-4-72-197-43 | weitere Bilder      |
| In Köttweinsdorf (Standort) | Katholische Kapelle      | Bau aus Dolomitsteinen mit Walmdach, Dachreiter und dreiseitigem Chorschluss, Giebelseite verputzt, mit Portalvorbau auf Säulen, 1948–1952; mit Barockausstattung | D-4-72-197-42 | Katholische Kapelle |

### Kugelau
| Lage                     | Objekt  | Beschreibung                                                                      | Akten-Nr.     | Bild    |
| ------------------------ | ------- | --------------------------------------------------------------------------------- | ------------- | ------- |
| Landsgemeinde (Standort) | Kapelle | Kleiner Massivbau mit einseitig abgewalmten Dach, innen Kreuzgratgewölbe, um 1700 | D-4-72-197-44 | Kapelle |

### Langenloh
| Lage                    | Objekt              | Beschreibung | Akten-Nr.     | Bild                |
| ----------------------- | ------------------- | --- | ------------- | ------------------- |
| In Langenloh (Standort) | Katholische Kapelle | Verputzter Massivbau mit Walmdach und Dachreiter, bezeichnet „1654“                                                                                          | D-4-72-197-45 | Katholische Kapelle |
| Wassertal (Standort)    | Kreuzstein          | Kalkstein, Reliefkreuz auf der Vorderseite, Beil am linken unteren Eck, daher vermutlich ein Grenzstein zur bambergischen Bistumsgrenze, 16./17. Jahrhundert | D-4-72-197-46 | BW                  |

### Nankendorf
| Lage                                   | Objekt                                       | Beschreibung | Akten-Nr.     | Bild                    |
| -------------------------------------- | -------------------------------------------- | --- | ------------- | ----------------------- |
| Auberg (Standort)                      | Bildstock                                    | Säule mit Laternenaufsatz, 18. Jahrhundert | D-4-72-197-49 | BW                      |
| Nankendorf 16 (Standort)               | Ehemalige Getreidemühle                      | Langgestreckter, zweigeschossiger Massivbau mit Walmdach, wasserseitig teils Obergeschoss Fachwerk verputzt, unterschlächtiges Mühlrad, um 1800                                                                                    | D-4-72-197-47 | Ehemalige Getreidemühle |
| Nankendorf 45; Nankendorf 1 (Standort) | Katholische Pfarrkirche St. Jakob und Martin | Saalbau mit eingezogenem Chor und Portalturm mit welscher Haube, seitlich Nischen mit den Bistumspatronen, 1748, von Wenzel Schwesner; mit Ausstattung; Reste einer spätmittelalterlichen Kirchhofbefestigung, Stützmauer, um 1500 | D-4-72-197-48 | weitere Bilder          |
| In Nankendorf (Standort)               | Friedhofskruzifix                            | Neugotisch, die Kreuzarme mit Dreipass, eingelassene Marmortafel, Sandstein, zweite Hälfte 19. Jahrhundert | D-4-72-197-63 | Friedhofskruzifix       |

### Rabeneck
| Lage                                             | Objekt        | Beschreibung | Akten-Nr.     | Bild           |
| ------------------------------------------------ | ------------- | --- | ------------- | -------------- |
| Rabeneck 21 (Standort)                           | Mühle         | Walmdachbau mit Fachwerkobergeschoss, bezeichnet „1783“ | D-4-72-197-50 | weitere Bilder |
| Rabeneck 22; Rabeneck 23; In Rabeneck (Standort) | Burg Rabeneck | Hauptburg bestehend aus dreigeschossigem Wohnhaus mit Walmdach, die unteren Mauerteile 12./13. Jahrhundert, das aufgehende Mauerwerk spätgotisch, Schütthaus, viergeschossiger Giebelbau, 1572–1577 im Obergeschoss zu einer zweiten Kemenate ausgebaut, Mauerrest eines dritten Baues; im Hof Zisterne; Torhaus, mehrgeschossiger Walmdachbau, Ende 15. Jahrhundert; von der Vorburg nur noch wenige Mauerreste erhalten; Burgkapelle St. Bartholomäus, Saalbau mit dreiseitigem Chorschluss und Westdachreiter, 1415, Erneuerung 1733–1737; mit Ausstattung | D-4-72-197-51 | weitere Bilder |
| Rabenecker Tal (Standort)                        | Bildstock     | Säule mit Laternenaufsatz, bezeichnet „1740“ | D-4-72-197-52 | weitere Bilder |

### Saugendorf
| Lage                     | Objekt  | Beschreibung                                                  | Akten-Nr.     | Bild    |
| ------------------------ | ------- | ------------------------------------------------------------- | ------------- | ------- |
| In Saugendorf (Standort) | Kapelle | Walmdachbau mit Dachreiter, 1897, Kern älter; mit Ausstattung | D-4-72-197-65 | Kapelle |

### Schlößlein
| Lage                    | Objekt                                                          | Beschreibung                                                        | Akten-Nr.     | Bild                                                            |
| ----------------------- | --------------------------------------------------------------- | ------------------------------------------------------------------- | ------------- | --------------------------------------------------------------- |
| Schlößlein 1 (Standort) | Wohnhaus und ehemaliger Sitz eines Rittergutes, heute Bauernhof | Mit zweigeschossigem Satteldach, 17. Jahrhundert, über älterem Kern | D-4-72-197-34 | Wohnhaus und ehemaliger Sitz eines Rittergutes, heute Bauernhof |

### Schönhof
| Lage                   | Objekt        | Beschreibung                                     | Akten-Nr.     | Bild           |
| ---------------------- | ------------- | ------------------------------------------------ | ------------- | -------------- |
| Schönhof 10 (Standort) | Wohnstallhaus | Eingeschossiger Massivbau mit Halbwalmdach, 1720 | D-4-72-197-32 | weitere Bilder |

### Seelig
| Lage                | Objekt   | Beschreibung                    | Akten-Nr.     | Bild     |
| ------------------- | -------- | ------------------------------- | ------------- | -------- |
| Seelig 4 (Standort) | Kruzifix | Auf Sockel, Kunststein, um 1900 | D-4-72-197-68 | Kruzifix |

### Zeubach
| Lage                  | Objekt                 | Beschreibung                                                               | Akten-Nr.     | Bild                   |
| --------------------- | ---------------------- | -------------------------------------------------------------------------- | ------------- | ---------------------- |
| In Zeubach (Standort) | Kapelle St. Laurentius | Walmdachbau mit dreiseitigem Schluss und Dachreiter, 1891; mit Ausstattung | D-4-72-197-61 | Kapelle St. Laurentius |